# ڤ
Ve o pe (ڤ) es una letra adicional del alfabeto árabe utilizada en la escritura comorense, javanesa, kurda sorani y wají. Además se utiliza a veces en árabe para escribir préstamos de otras lenguas. Está compuesto por una fāʾ ⟨ف⟩ con tres puntos superiores. No debe confundirse con la letra la qaf con tres puntos ⟨ڨ⟩ utilizada en otras regiones, ya que comparten su forma inicial y media: ⟨ڨ‍ـ ـڨ‍ـ‍⟩.

## Uso
En árabe (excepto en Argelia y Túnez), fa con tres puntos superiores ⟨ڤ⟩ se puede utilizar para representar una fricativa labiodental sonora [v] en palabras de origen extranjero, p.ej: ⟨جيڤنشي⟩ “Givenchy”, ⟨ڤودافون⟩ “Vodafone” o ⟨ڤولڤو⟩ “Volvo”, ⟨لاند روڤر⟩ “Land Rover”. No obstante en argelino y tunecino se usa una variante que tiene los tres puntos inferiores ⟨ڥ⟩ para evitar la confusión con la qaf con tres puntos ⟨ڨ⟩ que usan como [g].
En comorano, kurdo y en wají escrito con alfabeto árabe, ⟨ڤ⟩ representa también una fricativa labiodental sonora [v].
En el alfabeto arábigo jawi, usado para escribir malayo, achenés, banjar, minangkabau y otras lenguas, y en el alfabeto pegón, usado para escribir javanés, madurés y sondanés, ⟨ڤ⟩ representa una oclusiva bilabial sorda [p].
En sindhi, ⟨ڤ⟩ o su variante con tres puntos apuntando hacia abajo se usaba para representar una oclusiva bilabial aspirada sorda. La ortografía sindhi de 1852 la sustituye por el dígrafo peh heh ⟨پھ⟩.  
En lenguas túrquicas, ⟨ڤ⟩ se ha utilizado desde la época de los karajánidas y fue descrita notablemente por Mahmoud de Kashgar en el XI como representación de una consonante entre ba y fa, posiblemente una aproximante labio-velar sonora [w] o una fricativa labio-dental sonora [v].
En persa, ⟨ڤ⟩ se utilizaba en los manuscritos más antiguos para representaba una fricativa bilabial sonora [β].Pero ese sonido se perdió pronto y fue reemplazado por la bāʾ árabe estándar. Aparece por ejemplo en una copia de 1056 del Libro de los Remedios (کتاب الابنیه عن حقائق الادویه, Kitāb al-Abnyiat ʿan ḥaqāʾiq al-adwiya) de Muvaffak. 

### Galería

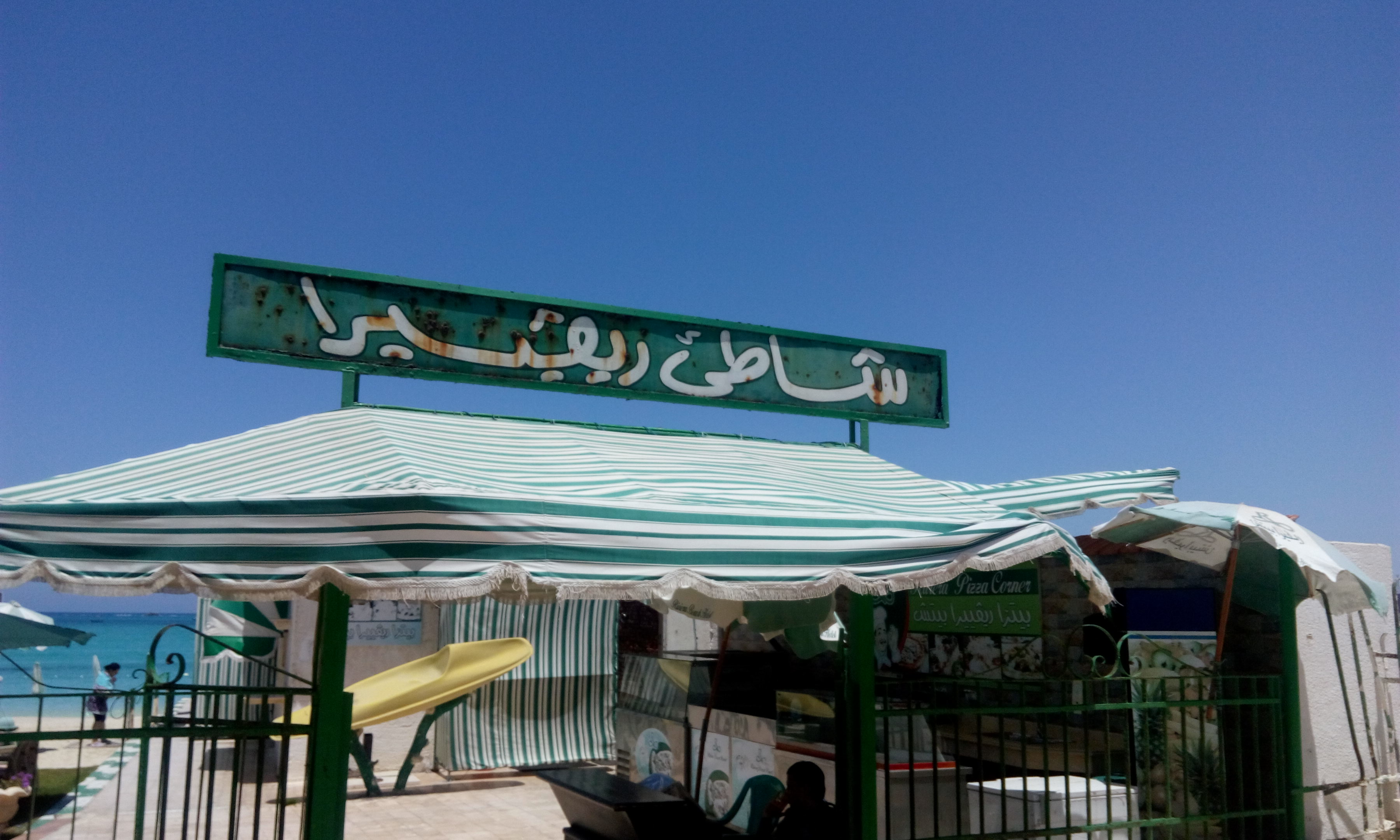
Playa Riviera “شاطئ ريڤيرا” en Marsa Matruh (Egipto)
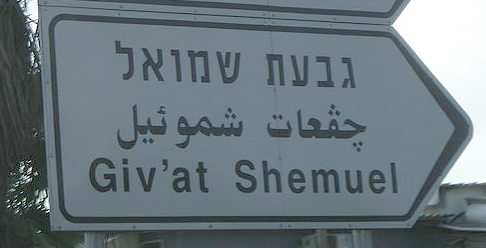
Cartel de la ciudad Giv'at Shmuel en Israel
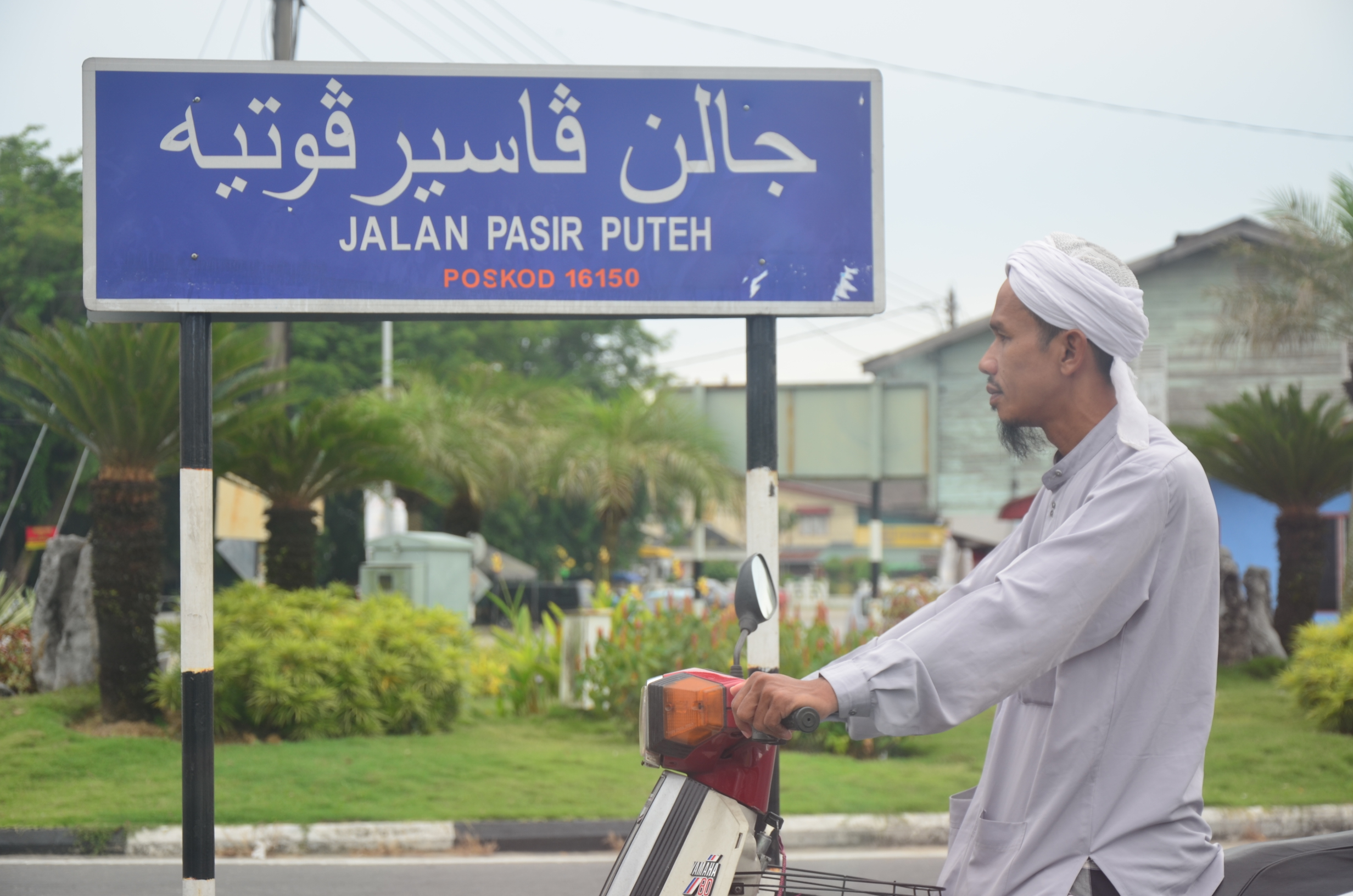
Cartel en Jawi de la carretera a Pasir Puteh, en Kelantan (Malasia)
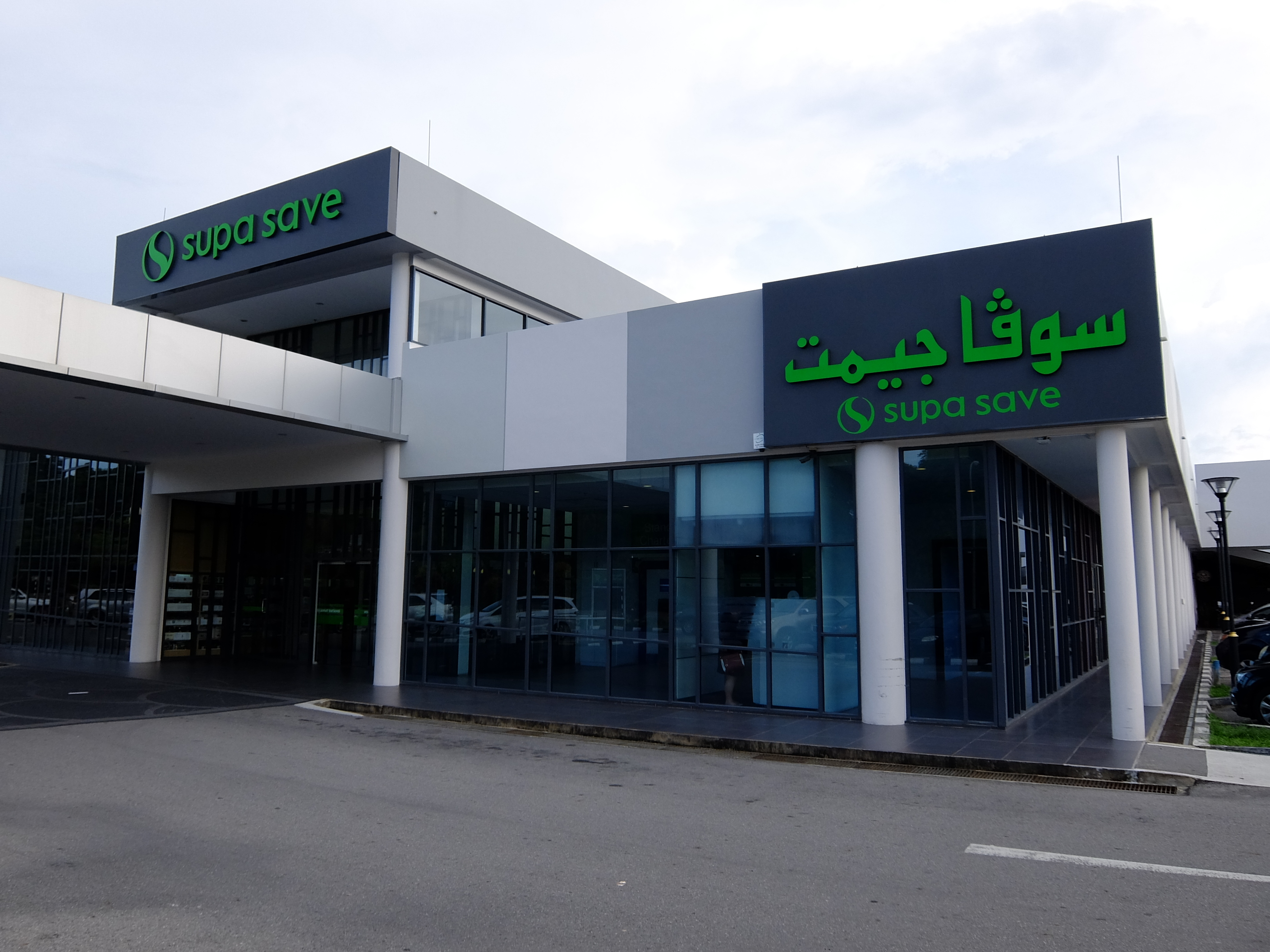
⟨ڤ⟩ usada para “سوڤا جيمت”, Supa Jimat, en Brunei